# 諫早茂図
諫早 茂図（いさはや しげつぐ）は、江戸時代中期から後期にかけての武士。肥前国佐賀藩請役。諫早鍋島家（諫早氏）11代当主。

## 略歴
延享3年（1747年）、8代諫早邑主・諫早茂行の三男として誕生。
兄・茂成が没したため、明和4年（1767年）に家督を継ぐ。明和6年（1769年）、寛延3年（1750年）に上地された諫早領4000石が返還されたのは諫早一揆の盟主・若杉春后のおかげであるとして、若杉霊神を建立した。天明3年（1783年）、執行一介の支援を得て郷校「好古館」を開校する。
文化元年（1804年）、ロシア使節レザノフが長崎来航し、矢上屯所より出兵し警備を務めた。防備のため、文化4年（1807年）に領内海岸5ヶ所に砲台（台場）を設置した。文化5年（1808年）、長崎警備に就いたが英国軍艦フェートン号侵入（フェートン号事件）を阻止できなかった。
文化12年（1815年）、死去。享年70。邑主としての在職期間は歴代最長である。
子・敬輝がいたが早世したため、孫の茂洪（しげひろ）が継いだ。茂図と同じく諫早豊前を称した敬輝、茂洪はそれぞれ鍋島直与の姉、娘を室に迎えている。

## 系譜
- 父：諫早茂行（1714-1765）
- 母：不詳
- 室：不詳
  - 長男：諫早敬輝（?-1809）
  - 男子：諫早真敏（?-1811） - 村田氏の養子、のち実家に戻り嫡子となる
  - 男子：諫早明雅
- 養子
  - 男子：諫早茂洪（1797-1845） - 諫早敬輝の長男